# سیارک ۲۱۴۲۵
سیارک ۲۱۴۲۵ (به انگلیسی: 21425 Cordwell، نامگذاری:1998FR90) بیست و یک هزار و چهارصد و بیست و پنجمین سیارک کشف شده‌است که در ۲۴ مارس ۱۹۹۸ کشف شد.
قدر مطلق سیارک برابر ۱۴.۱ است.